# Municipio de Marion (condado de Lawrence, Indiana)
El municipio de Marion (en inglés: Marion Township) es un municipio ubicado en el condado de Lawrence en el estado estadounidense de Indiana. En el año 2010 tenía una población de 9449 habitantes y una densidad poblacional de 54,6 personas por km².

## Geografía
El municipio de Marion se encuentra ubicado en las coordenadas 38°45′2″N 86°29′18″O / 38.75056, -86.48833. Según la Oficina del Censo de los Estados Unidos, el municipio tiene una superficie total de 173.06 km², de la cual 171.82 km² corresponden a tierra firme y (0.72%) 1.24 km² es agua.

## Demografía
Según el censo de 2010, había 9449 personas residiendo en el municipio de Marion. La densidad de población era de 54,6 hab./km². De los 9449 habitantes, el municipio de Marion estaba compuesto por el 97.86% blancos, el 0.28% eran afroamericanos, el 0.31% eran amerindios, el 0.25% eran asiáticos, el 0.04% eran isleños del Pacífico, el 0.38% eran de otras razas y el 0.88% pertenecían a dos o más razas. Del total de la población el 1.1% eran hispanos o latinos de cualquier raza.